# Masahiko Inoha
Masahiko Inoha (japonsko 伊野波 雅彦), japonski nogometaš, * 25. avgust 1985.
Za japonsko reprezentanco je odigral 21 uradnih tekem.